# MEAK
MEAK, Akronym für Myoklonusepilepsie und Ataxie durch Kaliumkanal-Defekt, ist eine sehr seltene angeborene Erkrankung mit den namensgebenden Hauptmerkmalen.
Synonyme sind: EPM7; Myoklonusepilepsie und Ataxie durch Kaliumkanaldefekt; Myoklonusepilepsie, progressive, durch KV3.1-Mangel; PME Typ 7
Die Erstbeschreibung stammt aus dem Jahre 2015 durch die finnischen Ärzte Mikko Muona, Samuel F. Berkovic, Anna-Elina Lehesjoki und Mitarbeiter.

## Verbreitung
Die Häufigkeit wird mit unter 1 zu 1.000.000 angegeben, die Vererbung erfolgt autosomal-dominant.

## Ursache
Der Erkrankung liegen Mutationen im KCNC1-Gen auf Chromosom 11 Genort p15.1 zugrunde, welches für einen Kaliumkanal kodiert.

## Klinische Erscheinungen
Klinische Kriterien sind:
- Manifestation im Kindesalter
- zunehmende Myoklonien bis zur erheblichen Bewegungseinschränkung
- Tonisch-klonischer Krampfanfall
- (seltener) Ataxie

Hinzu können Lernschwierigkeiten kommen.

## Differentialdiagnose
Abzugrenzen sind andere Formen der progressiven Myoklonusepilepsie.